# Suisan Daigakkō

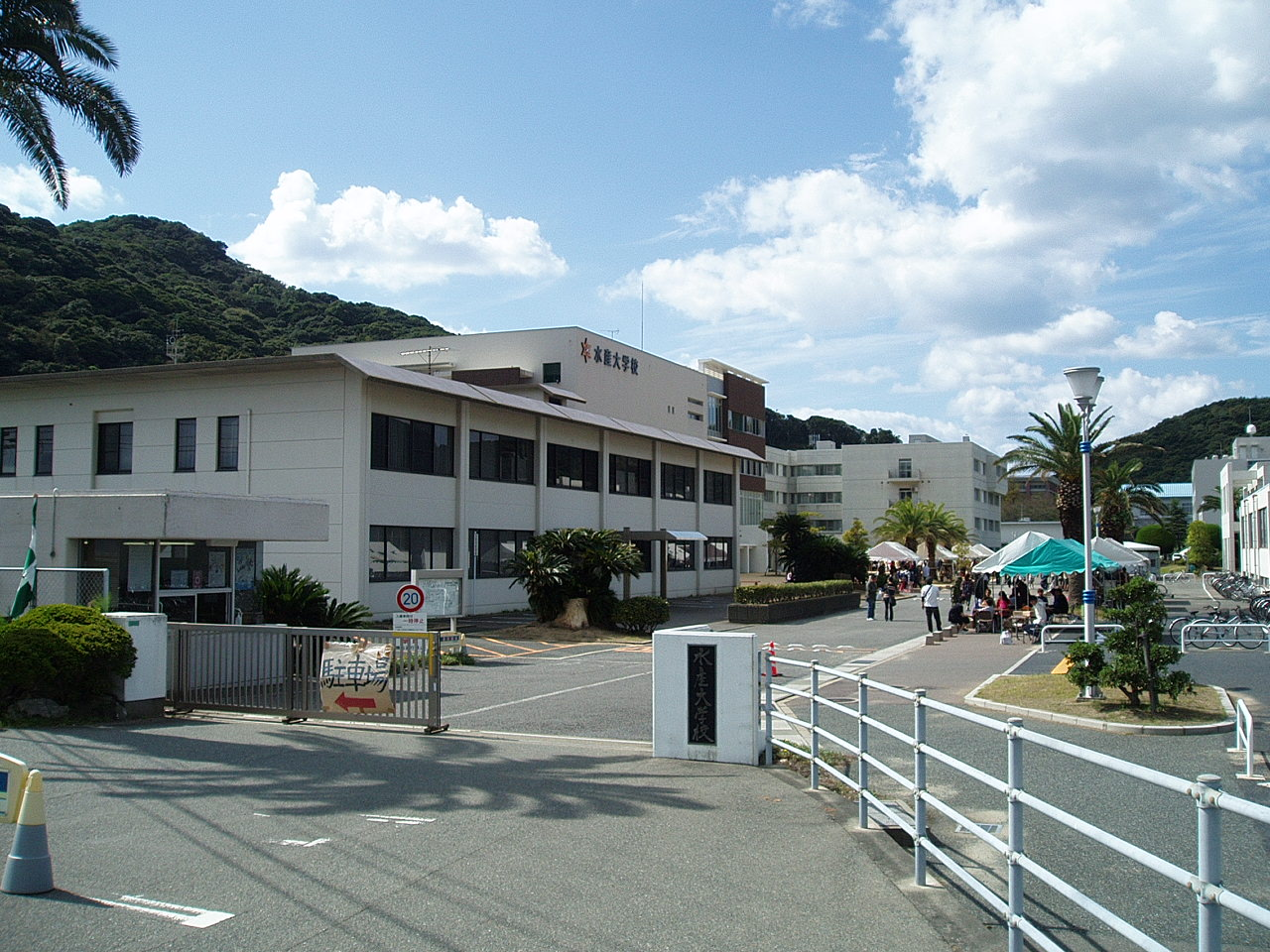
Haupttor (2015)

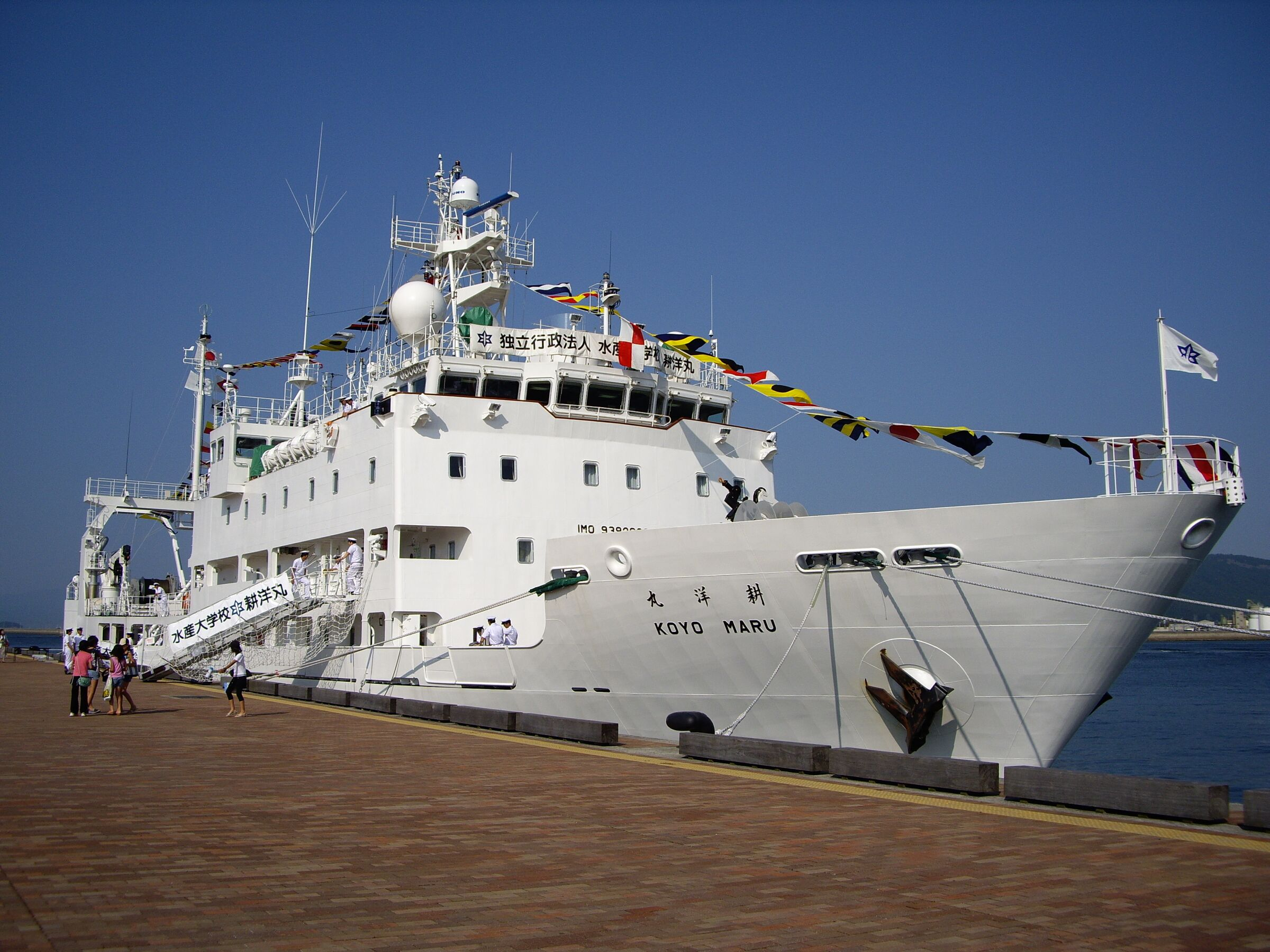
Ausbildungsschiff Kōyō Maru (2007)

Die Suisan Daigakkō (japanisch 水産大学校, wörtlich „Hochschule für Fischerei“; engl. National Fisheries University, kurz: NFU oder Suidai (水大)) ist eine staatliche Hochschule in Shimonoseki in der Präfektur Yamaguchi (Japan).

## Überblick
Die Hochschule ist die von der Japan Fisheries Research and Education Agency (FRA, 国立研究開発法人 水産研究・教育機構) betriebenen Ausbildungsstatt, um Fachleute in der Fischereiindustrie auszubilden. Sie ist nicht nach dem japanischen Schul- und Erziehungsgesetz (jap. 学校教育法 Gakkō kyōiku hō) eingerichtet. Also heißt sie nicht „Daigaku“, sondern „Daigakkō“. Der Bachelorabschluss oder Masterabschluss ist vergeben, nicht von der Hochschule selbst, sondern vom NIAD-QE (大学改革支援・学位授与機構).

## Geschichte
Gegründet wurde die Hochschule 1941 von der Kolonialregierung Koreas (朝鮮総督府 Chōsen sōtoku-fu) als Höhere Fischereischule Busan (釜山高等水産学校 Fuzan kōtō suisan gakkō). 1944 wurde sie in Fischereifachschule Busan umbenannt.
Im August 1945 wurde sie aufgrund der Kapitulation Japans geschlossen. Der ehemalige Campus wurde von der südkoreanischen National Fisheries University of Busan übernommen (heute: Daeyeon-Campus der Pukyong National University (PKNU)). Die japanischen Studenten kehrten nach Japan zurück und wurden vom Kaiserlichen Fischerei-Institut (水産講習所 Suisan kōshūjo) empfangen. 1946 wurde das Zweigbüro Shimonoseki vom Fischerei-Institut für ihnen eröffnet. 1947 wurde das Zweigbüro zum Zweiten Kaiserlichen Fischerei-Institut (jap. 第二水産講習所, engl. Shimonoseki College of Fisheries). Im Jahr 1952, nach der Umwandlung vom Ersten Fischerei-Institut in die Fischerei-Hochschule Tokio, wurde das Zweite Fischerei-Institut in Fischerei-Institut (ohne „zweites“) umbenannt. 1963 erhielt es den heutigen japanischen Namen (engl. Shimonoseki University of Fisheries). 1994 richtete die Hochschule die Graduiertenschule (Masterstudiengänge) ein, und erhielt den heutigen englischen Namen.

## Fakultäten
- Hauptkurse (本科) – 4-jährige Bachelorstudiengänge
  - Abteilung für Verteilung und Management der Fischerei (水産流通経営学科, Department of Fisheries Distribution and Management)
  - Abteilung für Management der Meeresproduktion (海洋生産管理学科, Department of Fisheries Science and Technology)
  - Abteilung für Meeresmaschinenbau (海洋機械工学科, Department of Ocean Mechanical Engineering)
  - Abteilung für Lebensmittelwissenschaften (食品科学科, Department of Food Science and Technology)
  - Abteilung für Angewandte Aquabiologie (生物生産学科, Department of Applied Aquabiology)
- Aufbaukurs (専攻科) – einjähriger Ausbildungskurs der Seefahrer
- Graduiertenschule – 2-jährige Masterstudiengänge